# Katharina I. (Russland)

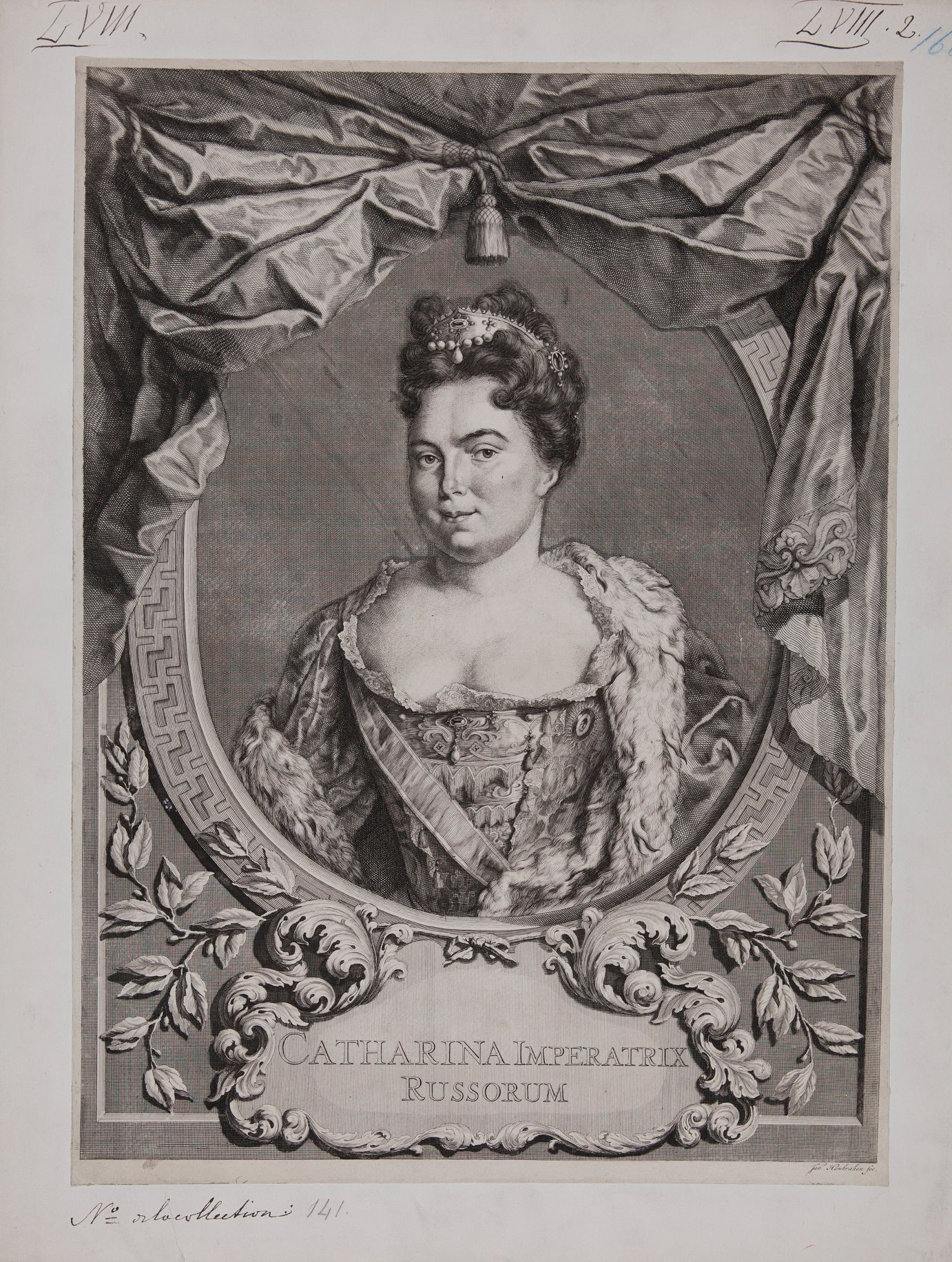
Katharina I.

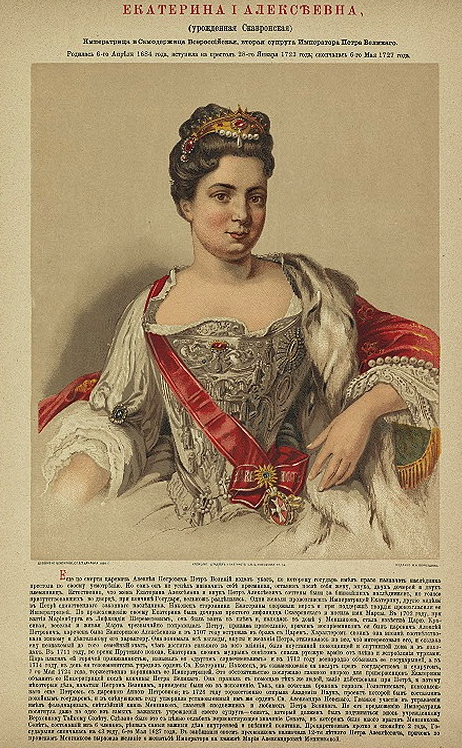
Katharina I.

Katharina I. Alexejewna (russisch Екатерина I Алексеевна, geb. Marta Helena Skowrońska, russisch Ма́рта Самуи́ловна Скавро́нская Marta Samuilowna Skawronskaja; * 5. Apriljul. / 15. April 1684greg. in Jakobstadt, Kurland; † 6. Maijul. / 17. Mai 1727greg. in Sankt Petersburg) war die zweite Frau Peters des Großen (1672–1725). Aus sehr einfachen Verhältnissen stammend, erwarb sie sich zunächst als jahrelange Lebensgefährtin die Zuneigung und Achtung des Zaren. Der Verbindung entsprang u. a. die spätere russische Herrscherin Elisabeth Petrowna. Peter heiratete Katharina 1712. Ihre Teilnahme an mehreren Kriegszügen ihres Mannes war ein wichtiger Grund für ihre Krönung im Jahr 1724. Nach Peters Tod 1725 war sie zwei Jahre lang bis zu ihrem eigenen Ableben regierende Kaiserin von Russland, überließ aber die Ausübung der Herrschaft de facto dem Fürsten Alexander Menschikow.

## Abstammung und frühes Leben
Über das frühe Leben Katharinas I. liegen nur unsichere und widersprüchliche Nachrichten vor. Sie war die Tochter des Bauern Samuel Skowroński (Samuil Skawronski) aus dem Großfürstentum Litauen und dessen aus Kurland stammender Gattin Elisabeth Moritz. 1684 in Kreuzburg (heute Krustpils, Stadtteil von Jēkabpils, damals Jakobstadt) als Marta Helena Skowrońska geboren, wurde sie römisch-katholisch getauft und hatte mehrere Geschwister. Als sie erst ein Jahr alt war, starb ihr Vater an der Pest, und auch ihre Mutter starb zwei Jahre später. Nachdem Marta also schon in früher Kindheit Vollwaise geworden war, lebte sie vielleicht einige Jahre bei einer Tante und anschließend im Dorf Ringen bei einem lutherischen Pfarrer, der ebenfalls einer Pestepidemie erlag. Daraufhin kam sie im Haus des lutherischen Theologen und Bibelübersetzers Ernst Glück in Marienburg (Livland) unter, dessen Ziehtochter sie wurde und dem sie auch als Magd diente. Sie wuchs mit den Kindern des Propstes auf und bekam durch ihn u. a. mündlichen Unterricht im Katechismus, blieb aber Analphabetin und beherrschte nur unzureichend Russisch. Als 18-Jährige wurde sie mit einem schwedischen Dragoner namens Johan Cruse verheiratet.
Bereits kurz darauf mussten sich die Schweden im Laufe des Großen Nordischen Kriegs aus Marienburg zurückziehen. Russische Truppen unter Generalfeldmarschall Boris Petrowitsch Scheremetew eroberten im August 1702 die Stadt. Martas Gatte fiel wohl bei der Verteidigung Marienburgs. Ernst Glück, seine Familie und Marta Skawronska durften sich wie andere Zivilisten vor der Sprengung der Festung durch den schwedischen Kommandanten in Sicherheit bringen und gerieten in russische Gefangenschaft. Während Glück sich als Dolmetscher nach Moskau begab, blieb Marta im russischen Lager und arbeitete im Haushalt Scheremetews, der mit ihr ein Verhältnis unterhalten haben soll. Später wurde sie Fürst Alexander Menschikow, dem besten Freund Peters des Großen, übergeben; ob sie seine Geliebte wurde, ist umstritten. Als Peter im Herbst 1703 bei seinem Freund Menschikow zu Besuch war, begegnete er der als körperlich sehr attraktiv beschriebenen Marta, als diese das Essen servierte. Bald machte der Zar, der sich nach dem zweiten Strelizenaufstand 1698 von seiner ersten Ehefrau Jewdokija Lopuchina getrennt und sie verbannt hatte, Marta zu seiner Geliebten, wobei Menschikow die Anbahnung dieser Liaison förderte. Peter schickte Marta nun in ein abgelegenes Haus in Moskau, in dem sie durch eine adlige Dame in der Hofetikette unterrichtet wurde.

## Erste Jahre mit Peter dem Großen bis zur offiziellen Heirat
Peter der Große besuchte Marta häufig in dem abgeschiedenen Haus in Moskau. Er schätzte neben ihren Liebkosungen u. a. auch ihre Kenntnisse in Haushaltsführung. Sie konvertierte zum orthodoxen Glauben und änderte nun ihren Namen in Katharina Alexejewna (Jekaterina Alekseevna); als ihr Taufpate fungierte dabei der Zarewitsch Alexei Petrowitsch, Peters Sohn aus erster Ehe. Sie verbesserte ihre Beherrschung des Russischen, blieb aber weiterhin ungebildet und erlernte nie Lesen und Schreiben.
Katharina Alexejewna wurde Peter eine fürsorgliche Lebensgefährtin. Vielfach wirkte sie mäßigend und beruhigend auf die Handlungen des leicht aufbrausenden Monarchen ein, besänftigte ihn in seinen Wutausbrüchen und gab ihm Ruhe und Selbstsicherheit für diffizile Entscheidungen. Dementsprechend wurde sie von ihm bisweilen „Mütterchen“ genannt. Sie gewann einen dauernden Einfluss auf Peter. Im Winter 1704 gebar sie ihr erstes Kind, einen Sohn, dem noch elf weitere Kinder folgten. Von dieser großen Nachkommenschaft erreichten jedoch nur zwei Töchter das Erwachsenenalter:
- Paul Petrowitsch (* 1704; † 1707)
- Peter Petrowitsch (* 1705; † 1707)
- Katharina Petrowna (* 1707; † 1708)
- Großfürstin Anna Petrowna (* 1708; † 1728), Zarewna (Thronfolgerin), spätere Herzogin von Schleswig-Holstein-Gottorf und Mutter Kaiser Peters III.
- Großfürstin Elisabeth Petrowna (* 1709; † 1762), spätere Kaiserin
- Großfürstin Natalie Petrowna (* 1713; † 1715)
- Großfürstin Margarete Petrowna (* 1714; † 1715)
- Großfürst Peter Petrowitsch (* 1715; † 1719), Zarewitsch (Thronfolger)
- Großfürst Paul Petrowitsch (* 1717; † 1717)
- Großfürstin Natalie Petrowna (* 1718; † 1725)
- Großfürst Peter Petrowitsch (* 1723; † 1723)
- Paul Petrowitsch (* 1724; † 1724)

1706 wohnte Katharina mit Peter dem Großen in einer kleinen Blockhütte in Sankt Petersburg, das damals als neue bedeutende Stadtgründung im Aufbau begriffen war. Doch bald war der Zar aufgrund von Staatspflichten und Krieg wieder öfter für längere Zeit von Katharina getrennt. 1707 soll er sie heimlich geheiratet haben. Im selben Jahr starben ihre beiden ältesten Söhne im Kleinkindalter.
Bevor Peter zum definitiven Kampf gegen den schwedischen König Karl XII. aufbrach, befahl er, im Fall seines Todes 3000 Rubel an Katharina und deren Tochter auszuzahlen. Er unterhielt eine Korrespondenz mit Katharina, die schließlich auf seine briefliche Aufforderung hin zu ihm nach Poltawa fuhr, ihm dort zu Diensten war und auch verletzte Soldaten verpflegte. Vor der Schlacht bei Poltawa (27. Junijul. / 8. Juli 1709greg.) begab sie sich nach Kiew und wartete dort den Ausgang der kriegerischen Auseinandersetzung ab. Diese endete mit einem entscheidenden russischen Sieg über die Schweden. Der Zar zog daraufhin nach Kiew zur schwangeren Katharina, die nach Moskau mitreiste, sich dann nach Kolomenskoje begab und dort am (18. Dezemberjul. / 29. Dezember 1709greg.) ihre dritte Tochter Elisabeth Petrowna gebar. 1710 hielt sie sich wiederum eine Weile an der Seite des Zaren in Sankt Petersburg auf.
Am 6. Märzjul. / 17. März 1711greg. erklärte Peter Katharina formell zu seiner rechtmäßigen Gemahlin und Zariza. Sollte er sterben, würden ihr die Einkünfte einer regulären Zarenwitwe zustehen. Als er im Juni zum Krieg gegen das Osmanische Reich aufbrach, setzte Katharina durch, dass sie an diesem Feldzug ebenfalls teilnehmen durfte. Im Juli 1711 erlitten die russischen Truppen aber am Fluss Pruth eine Niederlage gegen die feindlichen Streitkräfte. Von einer türkischen Übermacht eingekreist, soll Katharina die Situation für Peter gerettet haben, indem sie zusammen mit anderen Frauen den Großwesir Baltaji Mehmed Pascha durch die Aushändigung ihres Schmucks bestochen und für Waffenstillstandsverhandlungen zugänglich gemacht habe. Trotz harter Bedingungen konnte Russland jedenfalls durch Abschluss des Friedens vom Pruth eine militärische Katastrophe abwenden. Peter rühmte später Katharinas Verdienste am Pruth. In ihrem Wagen rettete sie auch den auf die russische Seite übergewechselten moldawischen Hospodaren Dimitrie Cantemir vor türkischen Nachstellungen über die russische Grenze.
Künftig begleitete Katharina den russischen Monarchen auf etlichen Feldzügen und Reisen, hielt seine Kleidung in Ordnung, teilte die Entbehrungen und kümmerte sich freundlich und stets heiter um das Wohlbefinden der Soldaten. Am 19. Februarjul. / 1. März 1712greg. fand die offizielle Vermählung von Peter und Katharina in der Isaakskathedrale zu Sankt Petersburg statt, womit erstmals nicht eine russische Adlige, sondern eine aus der niedrigen Gesellschaftsschicht stammende Frau Gattin eines Zaren wurde. Zu den Trauzeugen gehörten Alexander Kikin und Tichon Lukin.

## Zargemahlin
Peter der Große stiftete am 25. November 1714 den Orden der Heiligen Katharina. Dieses Datum war der Namenstag seiner Gemahlin Katharina, die von ihm gleichzeitig unter Bezugnahme auf ihr selbstbeherrschtes Auftreten während des Feldzugs am Pruth zur ersten Großmeisterin des neuen Ordens ernannt wurde. Wenn Peter seine Gattin auf eine Reise nicht mitnahm, führte er mit ihr einen warmherzigen Briefwechsel und legte ihr die Anrede Katharinuschka bei. Als er 1716–1717 eine ausgedehnte Reise nach Westeuropa unternahm, begleitete ihn Katharina. Das Zarenpaar besuchte dabei u. a. Berlin, hinterließ aber in Preußen wegen seines grobschlächtigen Benehmens eher wenig günstige Erinnerungen. So beurteilte die Markgräfin von Bayreuth das Auftreten und die Aufmachung Katharinas, deren jugendliche Schönheit im Abnehmen begriffen war, äußerst negativ. Auch die von dem russischen Herrscherpaar bezogene Unterkunft wurde nach dessen Abreise in einem sehr bedauernswerten Zustand vorgefunden.
Der Zar ließ ein von ihm ab 1718 bei Reval erbautes Schloss nach seiner Gemahlin Katharinenthal benennen. Beide Ehepartner hatten eine Neigung für Prachtbauten und Gartenanlagen wie etwa Schloss Peterhof. Katharina nahm zwar wenig Anteil an der Politik ihres Gatten und äußerte auch selten offen eine abweichende Meinung, setzte sich aber u. a. bei Peter mehrmals für Alexander Menschikow ein, wenn dieser sich wegen Bestechlichkeit und Unterschlagungen den Zorn des Zaren zuzog. Dafür erhielt sie von Menschikow von ihr gern entgegengenommene teure Geschenke. Sie bat auch, allerdings vergeblich, dass Peter seinen Sohn aus erster Ehe, Alexei Petrowitsch, nicht wegen angeblichen Hochverrats hinrichten und ihm stattdessen nur eine Existenz im Kloster bereiten möge; Alexei starb am 26. Junijul. / 7. Juli 1718greg.. Der von Katharina und Peter besonders geliebte gemeinsame Sohn Peter Petrowitsch, der im Februar 1718 anstelle Alexeis zum Zarewitsch bestimmt worden war, verschied zum großen Kummer der Eltern bereits am 25. Apriljul. / 6. Mai 1719greg. im Alter von nur drei Jahren. Die Geschwister Katharinas wurden indessen mit kleinen Pensionen abgefunden.
Nach der für Russland siegreichen Beendigung des Großen Nordischen Krieges durch den Frieden von Nystad (30. Augustjul. / 10. September 1721greg.)  wurde Peter dem Großen der Kaisertitel verliehen, bei welcher Zeremonie Katharina in einem mit Silber bestickten roten Samtgewand an der Seite des russischen Herrschers teilnahm. Nicht viel später erhielt sie den Titel einer Kaiserin. Peter hatte aber neben seiner korpulent gewordenen Gattin zahlreiche Mätressen, und da mit dem Tod des kleinen Peter Petrowitsch ein Thronfolger fehlte, beschloss er, mit einer neuen Geliebten, Marija Cantemir, Tochter des früheren Hospodars der Moldau, einen Sohn zu zeugen. Weil Katharina ihren enormen gesellschaftlichen Aufstieg nur durch Bewahrung der Gunst Peters weiterhin behalten konnte, wagte sie gegen die Liaison ihres Gatten nichts zu sagen. Im Mai 1722 begleiteten beide Frauen den Kaiser bei seinem Aufbruch in den Krieg gegen Persien. Während Marija Cantemir, von Peter schwanger geworden, in Astrachan blieb, reiste Katharina mit ihrem Gatten weiter und erwarb sich seine Achtung, als sie in schwieriger Situation seine Moral und jene der Soldaten hob. Als Marija dann eine Fehlgeburt erlitt, war ihre Beziehung mit dem Monarchen beendet.
Durch einen Erlass vom 5. Februarjul. / 16. Februar 1722greg. hatte Peter die bisher gültige Thronfolge in der männlichen Linie abgeschafft und stattdessen festgelegt, dass jeder regierende Herrscher seinen Nachfolger selbst aussuchen könne. Allerdings wurde im Thronfolgegesetz nichts über Katharina bestimmt. In einem Ukas vom 15. Novemberjul. / 26. November 1723greg. kündigte Peter seinen Plan an, Katharina feierlich zur russischen Kaiserin krönen zu lassen; denn sie habe ihn freiwillig auf etlichen Feldzügen begleitet, ohne weibliche Schwäche zu zeigen und habe ihm vor allem am Pruth wertvolle Unterstützung geleistet, weil sie bei der Einschließung seines Heeres durch türkische Streitkräfte mit großer Unerschrockenheit aufgetreten sei. Die Krönungsfeier der Kaiserin ging am 7. Maijul. / 18. Mai 1724greg. in der Uspenskij-Kathedrale zu Moskau vonstatten. Peter setzte seiner Gemahlin bei der Zeremonie ihre um eineinhalb Millionen Rubel angefertigte Krone selbst auf das Haupt. Diese Krone war mit 2564 Juwelen, einem Brillanten aus Peters eigener Krone und einem taubeneigroßen Rubin besetzt. Obwohl Katharina nun die erste offiziell zur Monarchin gekrönte Frau Russlands war, bedeutete dieser Akt aber nicht, dass Peter sie damit automatisch auch zu seiner Nachfolgerin bestimmte.
Im Sommer 1724 kam es zu einem tiefen Zerwürfnis zwischen Katharina und dem Zaren. Peter soll herausgefunden haben, dass Katharina korrupt gewesen sei und sich ihren Einfluss auf ihn teuer habe bezahlen lassen, insbesondere aber, dass sie ehebrecherische Beziehungen zu ihrem Kammerherrn und Vermögensverwalter Willem Mons unterhalten habe. Letzterer war ein jüngerer Bruder von Peters ehemaliger Mätresse Anna Mons. Offiziell wurde Willem Mons wegen Bestechlichkeit und Unterschlagungen am 16. Novemberjul. / 27. November 1724greg. enthauptet; seinen abgetrennten Kopf soll der Kaiser in einem Glas auf Katharinas Arbeitstisch platzieren haben lassen. Es gibt aber keinen eindeutigen Beweis für Katharinas angebliche Affäre mit Mons. Jedenfalls versöhnte sich das Kaiserpaar schließlich zumindest äußerlich.
Peter erkrankte im November 1724 schwer an einem Blasen- und Nierenleiden, nachdem er zur Rettung schiffbrüchiger Matrosen durch eiskaltes Wasser gewatet war. Katharina wich nicht von der Seite des Sterbenden und weinte an seinem Totenbett. Er hatte noch keinen offiziellen Beschluss für seine Nachfolge getroffen. Am Nachmittag vor seinem Tod schaffte er nur noch, die zwei Worte „Übergebt alles …“ niederzuschreiben. Als die von ihm gerufene Tochter Anna erschien, lag er bereits in Agonie. Am 28. Januarjul. / 8. Februar 1725greg. starb Peter im Alter von 52 Jahren, ohne seinen Schreibversuch noch näher erklären zu können.

## Thronfolge
Beim Tod Peters des Großen war also die Thronfolge zweifelhaft. Aussicht auf die Herrschaft hatten außer seiner Witwe Katharina noch weitere Personen: Peters älterer Halbbruder Iwan V. hatte zwei Töchter, Katharina und Anna, hinterlassen, von Peters Sohn aus erster Ehe, Alexei, war ein – allerdings erst neunjähriger – Sohn, Peter (II.) Alexejewitsch, und aus Peters zweiter Ehe mit Katharina die Töchter Anna und Elisabeth (sowie die erst sechsjährige, sehr bald nach Peter verstorbene Natalie) vorhanden. Peters Tochter Anna war mit dem Herzog Karl Friedrich von Schleswig-Holstein-Gottorf verlobt.
Bereits als das baldige Ableben Peters des Großen absehbar gewesen war, hatten sich zwei Hofparteien gebildet, von denen die eine die Sukzession des jungen Enkels des Kaisers, Peter Alexejewitsch, die andere hingegen die Thronerhebung der Witwe des Kaisers, Katharina, befürwortete. Zur ersteren Gruppierung gehörten Mitglieder alter russischer Adelsgeschlechter wie der Galitzin, Dolgoruki und Narischkin, die erbitterte Gegner des Fürsten Alexander Menschikow waren. Sie wollten Peter Alexejewitsch zum neuen Herrscher machen, die unter Peter dem Großen aufgestiegenen homines novi stürzen und den ehemaligen Einfluss der Bojaren wiederherstellen. Die sich insbesondere aus den Reihen der homines novi rekrutierenden Unterstützer einer Thronfolge Katharinas führte Menschikow an, daneben u. a. der Generalprokurator des Senats, Polizeiminister und Generalleutnant Pavel Jagusinski, der Oberstleutnant des Preobraschensker Leib-Garderegiments, Iwan Buturlin, der holsteinische Gesandte Geheimrat von Bassewitz sowie der russische Adlige Pjotr Andrejewitsch Tolstoi und der Admiral Fjodor Matwejewitsch Apraxin. Diese entschlossen und rasch handelnde Gruppierung konnte sich, da Menschikow Befehlshaber des ersten Garderegiments und Generalfeldmarschall war, auf beide Garderegimenter stützen.
Katharina versprach, im Fall ihrer Anerkennung als neue Herrscherin ihren Stiefenkel Peter Alexejewitsch zu ihrem Nachfolger zu ernennen. Sie warb durch großzügige Verteilung von Erhöhungen und Geldern viele Anhänger. Vor allem war für sie wertvoll, dass sie den Erzbischof von Nowgorod, Theodosius III. Janowskij, der an der Spitze des Klerus stand, durch Bestechung auf ihre Seite ziehen konnte. Nach Theodosius’ Schwur, Katharina auf dem Thron halten zu wollen, folgte die übrige Versammlung seinem Vorbild. Katharina versicherte sich nun des Reichsschatzes und der Zitadelle und gewann den Heiligen Synod, die kaiserliche Leibwache und zahlreiche Große für sich. Die beiden Garderegimenter marschierten vor dem Palast auf, und dem Kriegsminister Generalfeldmarschall Fürst Repnin gelang es nicht, Menschikow an der Ausführung seiner Pläne zu hindern.
Katharina erklärte den Versammelten, sie sei zur Übernahme der Regierung und der Erziehung von Peter Alexejewitsch zu einem würdigen Kaiser bereit. In der von Menschikow abhängigen Versammlung, die über Katharinas Erklärung beriet, meinte der Kabinettssekretär Makarow, der verstorbene Kaiser habe seine Gattin, obwohl von ihm kein Testament vorliege, fraglos zur Thronfolgerin auserkoren, und der Erzbischof von Nowgorod behauptete zur Stützung dieser Sichtweise, Peter habe Katharina aufgrund von deren Krönung als Nachfolgerin bestimmt. Daraufhin proklamierte Menschikow Katharina noch am 28. Januar 1725 (dem Todestag Peters I.) zur Kaiserin.

## Regierungszeit als Kaiserin und Tod
Die neue Kaiserin war als Katharina I. die erste offizielle Selbstherrscherin Russlands und stand am Beginn des Jahrhunderts von Frauen auf dem russischen Thron, zu denen ferner Anna, Elisabeth und Katharina II. gehörten. Der größte Teil der Macht wurde aber nicht von Katharina I., die als Persönlichkeit unbedeutend blieb, sondern von dem despotisch regierenden Menschikow ausgeübt.
Katharina bemühte sich um die Gewinnung des Adels und der Streitkräfte, erließ ein Jahr den achten Teil der Steuern, gewährte einigen Verbannten die Rückkehr und Zurückgesetzten Beförderungen, ließ sofort unter die Garderegimenter 50.000 Rubel aus ihrem Schatz verteilen und ordnete die Auszahlung des rückständigen Solds für die gesamte Armee an. Die Angehörigen der alten aristokratischen Familien standen ihr aber weiterhin fern und missbilligten Menschikows Regiment. Nachdem Katharinas Tochter Natalie am 4. Märzjul. / 15. März 1725greg. an den Masern gestorben war, wurde sie auf Anordnung ihrer Mutter gemeinsam mit ihrem noch nicht bestatteten Vater, Peter dem Großen, in der Peter-und-Paul-Kathedrale zu Sankt Petersburg beigesetzt.
Obwohl der Erzbischof Theodosius von Nowgorod Katharinas Thronbesteigung gefördert hatte, wurde er bald des Hochverrats beschuldigt und im Mai 1725 lebenslang in ein entlegenes Kloster verbannt; sein Nachfolger als Erzbischof wurde ein früherer wichtiger Berater Peters des Großen, Theophan Prokopowitsch. Die Kaiserin beschränkte auch mehrfach den Einfluss der Geistlichkeit. Im Frühjahr 1725 heirateten Katharinas Tochter Anna Petrowna und deren Verlobter, Herzog Karl Friedrich von Schleswig-Holstein-Gottorf; ihr Sohn sollte 1762 als Peter III. den russischen Thron besteigen.
Im Wesentlichen verlief Katharinas Regierungszeit unter Menschikows Leitung im Sinne einer Fortsetzung der Politik Peters des Großen. So eröffnete die Kaiserin 1725 die von ihrem verstorbenen Gatten gegründete Petersburger Akademie der Wissenschaften.
Der Binnen- und Außenhandel sowie der Bergbau nahmen weiter zu; und während Katharinas Herrschaft wurde das erste Silberbergwerk in Russland errichtet. Allerdings wurden auch große Korruptionsfälle bekannt und die Bevölkerung litt unter hohen Steuern. Die Monarchin und ihre Anhänger verschwendeten riesige Summen, feierten rauschende Feste und veranstalteten häufig ausgedehnte Trinkgelage. Viel Geld zahlte Katharina etwa für luxuriöse, aus dem Ausland importierte Kleidung. Zahlreiche Paläste ließ sie großzügig verschönern.
Zur Vermeidung des Ausbruchs einer Rebellion stellte Katharina die missvergnügten Dnjepr-Kosaken dadurch zufrieden, dass sie ihnen durch General Graf Weisbach die Wiederherstellung ihrer alten Verfassungsrechte versprechen ließ; außerdem sollten sie nur durch Angehörige aus ihrem eigenen Volk regiert werden. Zwei sich gleichzeitig in Potschep bzw. Astrachan für den verstorbenen Zarewitsch Alexei ausgebende Männer, nämlich der im Preobraschensker Regiment dienende Soldat Alexander Ssemikow und ein Trossknecht des astrachanischen Grenadierregiments, wurden am 22. November 1725 auf Katharinas Befehl enthauptet.
Als höchstes, die Regierungsgeschäfte leitendes Machtorgan gründete die russische Monarchin am 8. Februarjul. / 19. Februar 1726greg. den Obersten Geheimen Rat (Verchovnyj Tajnyj Sovet). Dieses Gremium stand unter Katharinas Vorsitz, den jedoch meist Menschikow in ihrer Vertretung führte. Katharina selbst besuchte die Sitzungen des zweimal pro Woche tagenden Rats nur gelegentlich und unterschrieb die ihr von diesem vorgelegten Dokumente. Zu Mitgliedern des neuen Rates ernannte die Kaiserin außer Menschikow den Grafen Pjotr Andrejewitsch Tolstoi, ferner Fjodor Matwejewitsch Apraxin, Heinrich Johann Friedrich Ostermann, Dmitri Michailowitsch Golizyn und Gabriel Iwanowitsch Golowkin; einige Monate später kam noch der Gatte von Katharinas Tochter Anna Petrowna, Herzog Karl Friedrich von Schleswig-Holstein-Gottorf, als siebentes Mitglied hinzu. Golizyn gehörte jener aristokratischen Fraktion an, die für eine Begrenzung der Autokratie eintrat. Offenbar hatten also Katharina und die eine Aufrechterhaltung der absolutistischen Staatsform verfechtende Partei um Menschikow mit der Zulassung Golizyns zum Obersten Geheimen Rat, dem auch der Senat und der Synod untergeordnet war, ein Zugeständnis an oppositionelle Adlige machen müssen.
Die Eroberungen Peters des Großen am Kaspischen Meer wurden unter großen Verlusten an Soldaten und Aufwendungen an Geld ausgedehnt, wobei weniger die Tataren als das mörderische Klima gefürchtet war; den bedeutendsten Erfolg stellte die Erstürmung von Tarku im September 1725 dar. Die russische Regierung wies ihren Gesandten in Polen, den Fürsten Dolgoruki, an, sich der durch das Thorner Blutgericht heimgesuchten Dissidenten im Königreich anzunehmen. Unter dem Vorwand, zusammen mit Nachbarstaaten zugunsten der Dissidenten intervenieren zu wollen, stationierte Katharina längere Zeit Truppen in Kurland. Um Dänemark zur Rückgabe Schleswigs an den Herzog von Holstein zu zwingen, kreuzte eine russische Flotte dauernd in der Ostsee.
Ansonsten wurde während Katharinas Herrschaft kriegerisches Gebaren zumeist vermieden und die hohen Militärausgaben reduziert. Bereits Peter der Große war während seiner letzten Regierungszeit von seinem bisherigen auf militärische Offensiven setzenden Kurs abgekehrt und zu einer mehr nach dem Abschluss von Allianzen strebenden Linie übergegangen. Unter Katharina setzte der Vizekanzler Ostermann diese Außenpolitik fort. Das zur neuen Großmacht aufgestiegene Russland wurde so vertraglich in das europäische Staatensystem integriert. Schon Peter hatte etwa mit Schweden am 11. Februarjul. / 22. Februar 1724greg. ein Bündnis vereinbart, dem sich zur Freude des um eine russisch-österreichische Annäherung bemühenden Ostermann der deutsche Kaiser Karl VI. am 5. Apriljul. / 16. April 1726greg. anschloss. Letzterer stimmte zu, die Maßnahmen zur Restituierung des Herzogs von Holstein in Schleswig zu unterstützen, aber eine britische Flotte unter Admiral Charles Wager bezog am 29. Maijul. / 9. Juni 1726greg. vor der Insel Nargen Stellung, so dass das russische Geschwader nichts unternehmen konnte. Durch das Bündnis vom 26. Julijul. / 6. August 1726greg. mit dem Kaiser trat Katharina dem zwischen Karl VI. und dem spanischen König Philipp V. abgeschlossenen Vertrag bei; sie sagte zu, ihm 30.000 Soldaten Hilfstruppen zu senden, falls er angegriffen oder geschädigt würde, wofür er dieselbe Zusicherung machte. Mit Preußen ging Katharina am 10. Augustjul. / 21. August 1726greg. ein Bündnis gegen Polen ein, weil König August der Starke Kurland seinem unehelichen Sohn, dem Grafen Moritz von Sachsen, zuwenden wollte, das Menschikow jedoch für sich beanspruchte.
Noch 1726 verschärfte sich die Diskussion um Katharinas Nachfolge, denn Peter Alexejewitsch konnte die Thronfolge nicht mehr allzu lange vorenthalten werden. Die Monarchin akzeptierte auf Drängen des um die Wahrung seines Einflusses bangenden Fürsten Menschikow die Verlobung seiner Tochter Maria mit Peter Alexejewitsch.
Katharina verstarb nach nur zweijähriger Regierung am Abend des 6. Maijul. / 17. Mai 1727greg. im Alter von 43 Jahren in Sankt Petersburg; Ursache ihres durch ihre Trunksucht beschleunigten Todes soll die Schwindsucht gewesen sein. Sie wurde am 16. Maijul. / 27. Mai 1727greg. in der Peter-und-Paul-Kathedrale zu Sankt Petersburg beigesetzt. Wie bei ihrer Thronbesteigung und auch in ihrem Testament festgelegt, folgte auf Katharina ihr erst 11-jähriger Stiefenkel als Peter II., in dessen ebenfalls kurzer Regierungszeit der Hof nach Moskau verlegt wurde.